# Frota S do Metrô de São Paulo
A Frota S do Metrô de São Paulo é uma série de trens fabricados pela empresa chinesa CRRC por meio de uma parceria entre a Alstom, que permitiu a utilização da planta do modelo INNOVIA 300 entre os anos de 2024 e 2025, para somar às 27 unidades da Frota M na Linha 15 prata, aumentando a disponibilidade de composições no trecho, aumentando a frequência e diminuindo o tempo de espera.

## Entregas

### Primeira Entrega
A composição S29 foi a primeira a chegar em solo brasileiro, vinda de Xangai, tendo desembarcado do navio MSC Illinois III no Porto de Santos no dia 26 de setembro de 2024, entretanto só chegou no Pátio Oratório na capital paulista mais de 45 dias depois, após obter a liberação da aduana.

### Entregas Subsequentes
| Composição | Composição | Carros    | Data de Entrega         |
| ---------- | ---------- | --------- | ----------------------- |
| 1.ª        | S29        | S291-S297 | 27 de novembro de 2024  |
| 2.ª        | S30        | S301-S307 | 27 de fevereiro de 2025 |
| 3.ª        | S31        | S311-S317 | 27 de fevereiro de 2025 |
| 4.ª        | S32        | S321-S327 | 27 de março de 2025     |
| 5.ª        | S33        | S331-S337 |                         |
| 6.ª        | S34        | S341-S347 |                         |
| 7.ª        | S35        | S351-S357 |                         |
| 8.ª        | S36        | S361-S367 |                         |
| 9.ª        | S37        | S371-S377 |                         |
| 10.ª       | S38        | S381-S387 |                         |
| 11.ª       | S39        | S391-S397 |                         |
| 12.ª       | S40        | S401-S407 |                         |
| 13.ª       | S41        | S411-S417 |                         |
| 14.ª       | S42        | S421-S427 |                         |
| 15.ª       | S43        | S431-S437 |                         |
| 16.ª       | S44        | S441-S447 |                         |
| 17.ª       | S45        | S451-S457 |                         |
| 18.ª       | S46        | S461-S467 |                         |
| 19.ª       | S28        | S281-S287 |                         |